# Pod ochroną
Pod ochroną (ang. Witness Protection) – amerykański telewizyjny dramat filmowy z 1999 roku w reżyserii Richarda Pearce'a, z Tomem Sizemorem, Forestem Whitakerem i Mary Elizabeth Mastrantonio w rolach głównych. Zdjęcia kręcono w Bostonie i Los Angeles.

## Fabuła
Akcja filmu rozgrywa się w Stanach Zjednoczonych w czasach współczesnych. Gangster Bobby Batton, którego życie zaczyna wisieć na włosku, decyduje się współpracę z FBI. Razem z rodziną zostaje objęty programem ochrony świadków. Ciężkie stają się już pierwsze godziny, które rodzina spędza w specjalnym ośrodku podczas przygotowania do rozpoczęcia ponownego życia na wolności.

## Obsada
W filmie wystąpili m.in.Full Cast & Crew. imdb.com. [dostęp 2020-01-21]. (ang.).:
- Tom Sizemore jako Bobby Batton
- Mary Elizabeth Mastrantonio jako Cindy Batton
- Forest Whitaker jako Steven Beck
- Shawn Hatosy jako Sean Batton
- Skye McCole Bartusiak jako Suzie Batton
- William Sadler jako Sharp
- Jim Metzler jako Jim Cutler
- Greg Pitts jako Duffy
- Daniel Zacapa jako David Ramirez
- Leon Russom jako Reedy
- Joanna Merlin jako matka Cindy
- Harrison Young jako ojciec Cindy
- Shannon Cochran jako psycholog

## Nominacje (wybrane)
- Złoty Glob 2000
  - nominacja: Złoty Glob za najlepszy miniserial lub film telewizyjny[2]
  - nominacja: Złoty Glob dla najlepszego aktora w miniserialu lub filmie telewizyjnym dla Toma Sizemore'a[2]